# Коньске (гмина)
Коньске (пол. Końskie) — городско-сельская гмина (волость) в Польше, входит как административная единица в Коньский повет, Свентокшиское воеводство. Население — 36 547 человек (на 2004 год).

## Демография
| Перепись                       | Всего   | Всего | Женщины | Женщины | Мужчины | Мужчины |
| ------------------------------ | ------- | ----- | ------- | ------- | ------- | ------- |
| Единицы                        | человек | %     | человек | %       | человек | %       |
| Население                      | 36 547  | 100   | 18 753  | 51,3    | 17 794  | 48,7    |
| Плотность населения (чел./км²) | 146,2   | 146,2 | 75      | 75      | 71,2    | 71,2    |

## Соседние гмины
1. Гмина Бялачув
2. Гмина Говарчув
3. Гмина Пшисуха
4. Гмина Радошице
5. Гмина Руда-Маленецка
6. Гмина Смыкув
7. Гмина Стомпоркув
8. Гмина Жарнув